# Zlatá Hvězda (Bochov)
Zlatá Hvězda (německy Stern) je zaniklá vesnice v okrese Karlovy Vary. Nacházela se jeden kilometr jihovýchodně od Herstošic u Bochova. Osada vznikla v osmnáctém století u zájezdního hostince a zanikla vysídlením po druhé světové válce. Na jejím místě se nachází rekrační chatová osada.

## Historie
Vesnice vznikla v sousedství zájezdního hostince U Zlaté hvězdy a podle něj byla pojmenována. První písemná zmínka o osadě pochází z roku 1785. V historických pramenech se název osady objevuje ve tvarech Stern (1785, 1847, 1854) nebo Hvězda zlatá (1854). Osada zanikla po druhé světové válce v důsledku vysídlení Němců z Československa.
Zlatá Hvězda nebyla samostatnou obcí. Při sčítání lidu v letech 1869–1950 vždy byla osadou tehdejší obce Herstošice, která byla součástí okresu Žlutice, pouze v roce 1950 patřila do okresu Toužim. V dalších letech vesnice zanikla. Na jejím místě se nachází rekreační chatová osada.

## Přírodní poměry
Zlatá Hvězda se nachází v katastrálním území Herstošice s rozlohou 2,8 km² jihovýchodně od Bochova. Vesnice stávala jeden kilometr jihovýchodně od Herstočic v nadmořské výšce okolo 610 metrů na severním okraji Tepelské vrchoviny, konkrétně v jejím podcelku Žlutická vrchovina a okrsku Bochovská vrchovina.

## Obyvatelstvo
Při sčítání lidu v roce 1921 ve vsi žilo šedesát obyvatel (z toho 28 mužů) německé národnosti a římskokatolického vyznání. Podle sčítání lidu z roku 1930 měla vesnice 58 obyvatel se stejnou národnostní a náboženskou strukturou.
|           | 1869 | 1880 | 1890 | 1900 | 1910 | 1921 | 1930 | 1950 |
| --------- | ---- | ---- | ---- | ---- | ---- | ---- | ---- | ---- |
| Obyvatelé | 95   | 66   | 68   | 54   | 67   | 60   | 58   | 28   |
| Domy      | 15   | 15   | 14   | 14   | 14   | 13   | 13   | 10   |

## Pamětihodnosti
V chatové osadě stojí kaple Panny Marie z první poloviny devatenáctého století. Kaple má obdélný půdorys a kryje ji valbová střecha pokrytá šindelem. Nad hlavním průčelím s trojúhelným štítem ze střechy vybíhá drobná hranolová zvonice. Fasády jsou zdobené lizénovými rámy, jednoduchými nárožními pilastry a profilovanou korunní římsou. Ve štítě se nachází reliéf latinského kříže. Interiér osvětluje dvojice segmentově klenutých oken v bočních stěnách. Po desetiletích chátrání byla kaple na začátku 21. století opravena a 12. srpna 2017 vysvěcena.
Druhou drobnou památkou je kovaný železný kříž. V první polovině devatenáctého století byl vztyčen u cesty ke Kuželově mlýnu asi sto metrů západně od Zlaté Hvězdy. V roce 2020 byl kříž obnoven a umístěn uprostřed osady.